# Холодовка (Винницкая область)
Холодо́вка (укр. Холодівка) — село на Украине, находится в Тульчинском районе Винницкой области.
Код КОАТУУ — 0524386801. Почтовый индекс — 23632. Телефонный код — 4335. Занимает площадь 4,51 км².

## Адрес местного совета
23632, Винницкая область, Тульчинский р-н, с. Холодовка, ул. Октябрьская

## Население
Население по переписи 2001 года составляет 1064 человека.

### Известные уроженцы
- Боб, Василий Иванович — советский и украинский спортсмен и тренер, Заслуженный тренер Украинской ССР.
- Гриб, Алексей Фёдорович — Герой Советского Союза, в селе в его честь названа улица и установлен бюст.
- Смогоржевский, Леонид Александрович (1921—1996) — советский и украинский орнитолог, доктор биологических наук, профессор.